# 夕陽に立つ保安官
『夕陽に立つ保安官』（ゆうひにたつほあんかん、Support Your Local Sheriff!）は、1969年のアメリカ合衆国のコメディ西部劇映画。無法地帯の町を通りすがりの凄腕ガンマンが治めるという、西部劇のありきたりなストーリーをパロディ化しコメディとして描いた作品。監督はバート・ケネディ。出演はジェームズ・ガーナーなど。
姉妹編の作品に『地平線から来た男』がある。

## ストーリー
平凡な開拓村カレンダーは、金の発見がきっかけで争いが頻発するようになったため、町長のオリーが保安官を募集したところ、ジェイソン・マッカラーというわけのわからないガンマンが保安官の座に就く。
ところで、この町には保安官事務所はあったものの、その留置所には鉄格子がなかった。そこへ、この村のならず者ダンビー一家の息子ジョーがマッカラーの前で殺人を犯し、留置所に入れられる。
ジョーを取り返しに来た父親のダンビーは、マッカラーとジョーの態度に嫌な予感がして一度は引き返すものの、出直したときにはすでに鉄格子がはまっていた。怒ったダンビーは刺客を送るもすべて返り討ちにされたため、ガンマンたちを引き連れて町を乗っ取ろうとする。マッカラーは助手のジェイク、そして町長の娘のプルーディーとともに一家に立ち向かう。

## キャスト
| 役名                     | 俳優                     | 日本語吹替                                   |
| 役名                     | 俳優                     | NETテレビ版                                  |
| ------------------------ | ------------------------ | -------------------------------------------- |
| ジェイソン・マッカラー   | ジェームズ・ガーナー     | 小林修                                       |
| ジェイク                 | ジャック・イーラム       | 金井大                                       |
| オーリー・パーキンス     | ハリー・モーガン         | 川久保潔                                     |
| プルーディー・パーキンス | ジョーン・ハケット       | 平井道子                                     |
| ジョー・ダンビー         | ブルース・ダーン         | 山田康雄                                     |
| パ・ダンビー             | ウォルター・ブレナン     | 宮内幸平                                     |
| ヘンリー・ジャクソン     | ヘンリー・ジョーンズ     | 杉田俊也                                     |
| ダンヴァース夫人         | キャスリーン・フリーマン | 巴菁子                                       |
| トーマス・デベリー       | ウィリス・ボーシェイ     |                                              |
| トム・ダンビー           | ジーン・エヴァンス       |                                              |
| フレッド・ジョンソン     | ウォルター・バーク       |                                              |
| ルーク・ダンビー         | ディック・ピーボディ     |                                              |
| ブレイディ               | チャビー・ジョンソン     |                                              |
| バーテンダー             | ディック・ヘインズ       |                                              |
| 不明 その他              |                          | 野本礼三 寺島幹夫 兼本新吾 加藤正之 和田敏秀 |
|                          |                          |                                              |
| 演出                     | 演出                     | 斉藤敏夫                                     |
| 翻訳                     | 翻訳                     | 飯嶋永昭                                     |
| 効果                     | 効果                     | 芦田公雄/熊耳勉                              |
| 調整                     | 調整                     | 遠矢征男                                     |
| 制作                     | 制作                     | 東北新社                                     |
| 解説                     | 解説                     | 児玉清                                       |
| 初回放送                 | 初回放送                 | 1975年12月13日 『土曜映画劇場』              |

## スタッフ
- 監督：バート・ケネディ
- 製作・脚本：ウィリアム・バワーズ
- 撮影：ハリー・ストラドリング・Jr.
- 美術：リロイ・A・コールマン
- 編集：ジョージ・W・ブルックス
- 音楽：ジェフ・アレクサンダー

## 補足
1971年、監督バート・ケネディはジェームズ・ガーナー、ハリー・モーガン、ジャック・エラムと再びタッグを組み、登場人物は異なるものの雰囲気は似ている西部劇コメディ『地平線から来た男』を制作した。オリジナルの脇役キャストの多くも再登場した。